# Anthoscopus
Anthoscopus es un género de aves paseriformes perteneciente a la familia Remizidae. Los miembros del género, que se conocen comúnmente como pájaros moscones, se encuentran en el África subsahariana, extendiéndose desde el Sahel a Sudáfrica. A diferencia de los pájaros moscón euroasiáticos estas especies generalmente no son migratorias, de hecho permanecen cerca de sus lugares de cría durante todo el año. Sus seis especies ocupan una gran variedad de hábitats desde los desiertos hasta las selvas húmedas. 

## Especies
El género contiene las siguientes seis especies:
- Anthoscopus punctifrons - pájaro moscón sudanés;
- Anthoscopus musculus - pájaro moscón gris;
- Anthoscopus parvulus - pájaro moscón amarillo;
- Anthoscopus flavifrons - pájaro moscón frentigualdo;
- Anthoscopus caroli - pájaro moscón africano;
- Anthoscopus minutus - pájaro moscón de El Cabo.

## Nidos
Estos pájaros moscones construyen nidos colgantes tejidos muy elaborados que tienen entradas falsas por encima de la entrada verdadera, que llevan a una cámara falsa. Los padres pueden acceder a la verdadera cámara de anidamiento tras abrir una solapa y la cierran tras de sí sellando ambos lados con telarañas. Estas entradas falsas confunden a los potenciales depredadores y protegen a los huevos y los polluelos.